# Jacinto Rey
Pour l’article homonyme, voir Rey.
Jacinto Rey (né le 23 février 1972 à Vigo en Espagne) est un écrivain espagnol. 
Après des études d´économie en Espagne et en Angleterre, il a travaillé ces dernières années pour plusieurs entreprises multinationales en Allemagne et en Suisse. Polyglotte et grand voyageur, il réside actuellement en France.
Son premier roman, El cirujano de Las Indias (Le Chirurgien des Indes), publié en 2007, a montré différente facettes de la colonisation espagnole en Amérique du Sud. En 2009, il a fait sa première incursion dans le roman noir avec El último cliente (Le Dernier Client, aux éditions Viceversa). Premier roman d'une série dédiée à l'inspectrice hollandaise Cristina Molen, il précède El hombre de El Cairo (L'Homme du Caire) publié en 2011. En plus des trois romans, Jacinto Rey est l'auteur d'un recueil de poèmes, El pájaro alunado (L'Oiseau lunaire) et de deux recueils de contes.

## Œuvres
Romans
- El cirujano de Las Indias (Le Chirurgien des Indes), ediciones El Andén, 2007  (ISBN 978-84-935758-3-0).
- El último cliente (Le Dernier Client), editorial Viceversa, 2009  (ISBN 978-84-937109-1-0).
- El hombre de El Cairo (L'Homme du Caire), editorial Viceversa, 2011  (ISBN 978-84-92819-47-8).

Contes
- El pintor de La Habana y otros relatos.

Poèmes
- El pájaro alunado (L'Oiseau lunaire).